# پیوتر شچپانیک
پیوتر شچپانیک (لهستانی: Piotr Szczepanik؛ ‏ ۱۴ فوریهٔ ۱۹۴۲ – ۲۰ اوت ۲۰۲۰) بازیگر، خواننده، موسیقی‌دان و آهنگساز اهل لهستان بود. وی مابین سال‌های ۱۹۸۰ تا ۱۹۸۹ از هنرمندان فعال در جنبش اتحادیه همبستگی سولیدارنوشچ بود و در سال ۲۰۰۸ برندهٔ نشان افتخار تولد لهستان شد.
از فیلم‌ها یا برنامه‌های تلویزیونی که وی در آن نقش داشته است، می‌توان به دوچرخه پدرم و آنکه هرگز نزیست اشاره کرد.